# Susanne Lorentzon
Susanne Lorentzon (Suecia, 11 de junio de 1961) es una atleta sueca retirada especializada en la prueba de salto de altura, en la que consiguió ser subcampeona mundial en pista cubierta en 1985.

## Carrera deportiva
En los Juegos Mundiales en Pista Cubierta de 1985 ganó la medalla de plata en el salto de altura, con un salto por encima de 1.94 metros, tras la búlgara Stefka Kostadinova (oro con 1.97 metros).